# Kotowicz
Kotowicz (forma żeńska:Kotowicz, Kotowiczowa, Kotowiczówna;liczba mnoga:Kotowiczowie, Kotowicze; forma zniemczona: Kottwitz) – polskie nazwisko, które na początku lat 90. XX w. nosiło ok. 3500 osób.

## Znane osoby o nazwisku Kotowicz
- Mikołaj Kotowicz (1455–1507) – prawnik, poeta, liturgista, wydawca
- Aleksander Kotowicz (1622–1686) – biskup wileński
- Eustachy Stanisław Kotowicz (1637–1704) – biskup smoleński
- Apolinary Kotowicz (1859–1917) – malarz
- Jan Kotowicz (1890–1963) – płk, żołnierz Armii Krajowej, ps. „Twardy”
- Waldemar Kotowicz (ur. 1925) – pisarz, w latach 1976-1982 redaktor naczelny miesięcznika „Odra”
- Jerzy Kotowicz (ur. 1938) – płk, dr hab. n. med., prof. nadzw. WAM, Kierownik Kliniki Neurologii, lekarz specjalista neurolog
- Irena Kotowicz-Borowy (ur. 1952) – etnograf
- Krzysztof Kotowicz (ur. 1961) – polityk i samorządowiec
- Grzegorz Kotowicz (ur. 1973) – sportowiec, dwukrotny brązowy medalista olimpijski